# Міндаугас Садаускас
Міндаугас Садаускас (14 червня 1990) — литовський плавець.
Учасник Олімпійських Ігор 2012 року.